# Мохаммад Вали Мирза
Мохаммад Вали Мирза (перс.  محمدولی میرزا‎) — персидский принц династии Каджаров, третий сын Фетх Али-шаха, второго шаха династии Каджаров. Был губернатором провинций Хорасан и Йезд. На закате лет переехал в Тегеран и стал членом государственного совещательного собрания.

## Личность
Мохаммад Вали Мирза известен как самый амбициозный из сыновей Фатх-Али Шаха. С одной стороны, он смог держать Хорасан в некоторой стабильности, грамотно управляя им, с другой — принц активно подстрекал власть к обрыву отношений с Россией, чтобы во время боевых действий во всеобщей суматохе осуществить свои цели: он надеялся, что во время войны в отдаленных от границ областях, таких как Хорасан, начнутся волнения. Основное внимание принца было обращено на Афганистан: предполагалось, что это поможет Мохаммаду Вали свергнуть власть местных ханов. Через много лет после это стало причиной начала англо-персидской войны 1856—1857 годов: Великобритания пресекла претензии каджарской Персии на Герат.
Некоторые считали Мохаммада Вали невменяемым из-за того, что он приказал убить своего сына. Принц также занимался наукой и даже преподавал математику и астрономию в Мешхеде. Мохаммада Вали всегда сопровождал историк для подробной записи всех деталей его правления.

## Правление
Мохаммад Вали, третий сын Фатх-Али Шаха, родился в 1789 году в небольшом городке Нева, Мазендеран. В 1799 году, когда принцу было всего 11 лет, Фатх-Али Шах назначил его губернатором провинции Семнан. В 1803 году, взяв с собой сына, Фатх-Али Шах отправился в Хорасан, чтобы свергнуть с хорасанского трона Надера Мирзу Афшара. Дав приказ арестовать Надера Мирзу и отправить его в Тегеран, шах оставил своего сына в Хорасане и назначил его новым губернатором.
В тот период Хорасан граничил с Балхом, Кабулом, Систаном, Персидским Ираком и Астарабадом (современный Горган). Однако Мохаммад Вали не мог контролировать весь регион: Южный Хорасан почти полностью находился в руках афганцев, некоторые другие районы находились во власти узбеков и туркмен. С самого начала правления Мохаммад Вали старался завязать дружественные отношения с представителями наиболее могущественных ханов этих областей. Однако постоянные военные столкновения с туркменскими племенами и неповиновение Фируз ад-Дина Мирзы, губернатора Герата, привели к значительной дестабилизации власти Мохаммада Вали.
Позже Мохаммад Вали стал губернатором провинции Йезд.